# John Maddock
Pour les articles homonymes, voir Maddock (homonymie).
John Maddock, né le 19 octobre 1951, à Hobart, en Australie, est un ancien joueur australien de basket-ball.